# Molophilus debilistylus
Molophilus debilistylus är en tvåvingeart som beskrevs av Alexander 1937. Molophilus debilistylus ingår i släktet Molophilus och familjen småharkrankar. Inga underarter finns listade i Catalogue of Life.